# Estação Aviamotornaia
Aviamotornaia (em russo:  Авиамоторная) é uma das estações da linha Kalininskaia (Linha 8) do Metro de Moscovo, na Rússia. Estação «Aviamotornaia» está localizada entre as estações «Chosse Entusiasstov» e «Ploshchad Ilhitcha».